# Neuviller-la-Roche
Neuviller-la-Roche – miejscowość i gmina we Francji, w regionie Grand Est, w departamencie Dolny Ren.
Według danych na rok 1990 gminę zamieszkiwały 334 osoby, 36 os./km².